# 小行星6284
小行星6284（6284 Borisivanov）是一颗绕太阳运转的小行星，为主小行星带小行星。该小行星于1981年3月2日发现。

## 轨道参数
小行星6284的轨道半长轴为2.8547631 UA，离心率为0.008。